# Indirekt skatt
En indirekt skatt är en skatt som i motsats till en direkt skatt bakats in i priset man betalar för något. Dels finns så kallade omsättningsskatter (moms), dels punktskatter (extraskatt på vissa varor och tjänster). Skatterna kallas indirekta därför att den som betalar in skatterna till staten (skattesubjekt) inte är densamma som står för kostnaden (skatteobjekt). I normativt bruk avser man med indirekta skatter endast avsiktliga effekter.
Exempel:
- Accis
- Alkoholskatt
- Bensinskatt
- Elskatt
- Flygskatt
- Moms
- Tobaksskatt
- Tullavgift
- Utsläppsrätt